# Куртуйшень
Куртуйшень, Куртуйшені (рум. Curtuișeni) — село у повіті Біхор в Румунії. Адміністративний центр комуни Куртуйшень.
Село розташоване на відстані 458 км на північний захід від Бухареста, 56 км на північ від Ораді, 135 км на північний захід від Клуж-Напоки.

## Населення
За даними перепису населення 2002 року у селі проживала 2781 особа.
Національний склад населення села:
| Національність | Кількість осіб | Відсоток |
| -------------- | -------------- | -------- |
| угорці         | 2201           | 79,1%    |
| цигани         | 341            | 12,3%    |
| румуни         | 237            | 8,5%     |

Рідною мовою назвали:
| Мова      | Кількість осіб | Відсоток |
| --------- | -------------- | -------- |
| угорська  | 2605           | 93,7%    |
| румунська | 175            | 6,3%     |